# Xylota stylata
Xylota stylata är en tvåvingeart som beskrevs av Hull 1944. Xylota stylata ingår i släktet vedblomflugor, och familjen blomflugor. Inga underarter finns listade i Catalogue of Life.